# Poecilia velifera
 Poecilia velifera és un peix de la família dels pecílids i de l'ordre dels ciprinodontiformes.

## Morfologia
Els mascles poden assolir els 15 cm de longitud total i les femelles els 18.

## Distribució geogràfica
Es troba al sud-est de Mèxic.